# Medayu (Wanadadi)
Medayu is een bestuurslaag in het regentschap Banjarnegara van de provincie Midden-Java, Indonesië. Medayu telt 2476 inwoners (volkstelling 2010).